# World66
World66.com is een voormalige Engelstalige website die informatie bevatte en tips gaf over meer dan tienduizend reisbestemmingen. 
Deze website was een wiki. De juistheid van de informatie was daarmee zelfregulerend: foutieve bijdragen werden gecorrigeerd door anderen. Iedereen kon aan deze site bijdragen, waardoor de informatie zeer recent kon blijven. Iedereen kon ook zelf reisverslagen op de site plaatsen.
Op de 'My World66'-landkaart kon iemand zelf alle landen aanduiden die hij of zij bezocht had.
In 2006 verkochten de oprichters World66 aan een Amerikaans bedrijf, dat er samen met WikiTravel een nieuwe start mee wilde maken.
Sinds 2018 is de website niet meer bereikbaar.